# Al-Ajzarijja
Al-Ajzarijja (arab. العيزرية) – miasto w Palestynie (Zachodni Brzeg). Według danych szacunkowych na rok 2009 liczy 24 950 mieszkańców.
W czasach biblijnych wieś funkcjonowała pod nazwą Betania, albo – ze względu na znajdujący się tam dom, a później grób św. Łazarza – Lazarium. W Betanii mieszkały też Marta i Maria goszczące Jezusa. Z powodu tych biblijnych powiązań miejsce to, już od pierwszych wieków chrześcijaństwa, przyciągało licznych pielgrzymów.

## Czasy biblijne

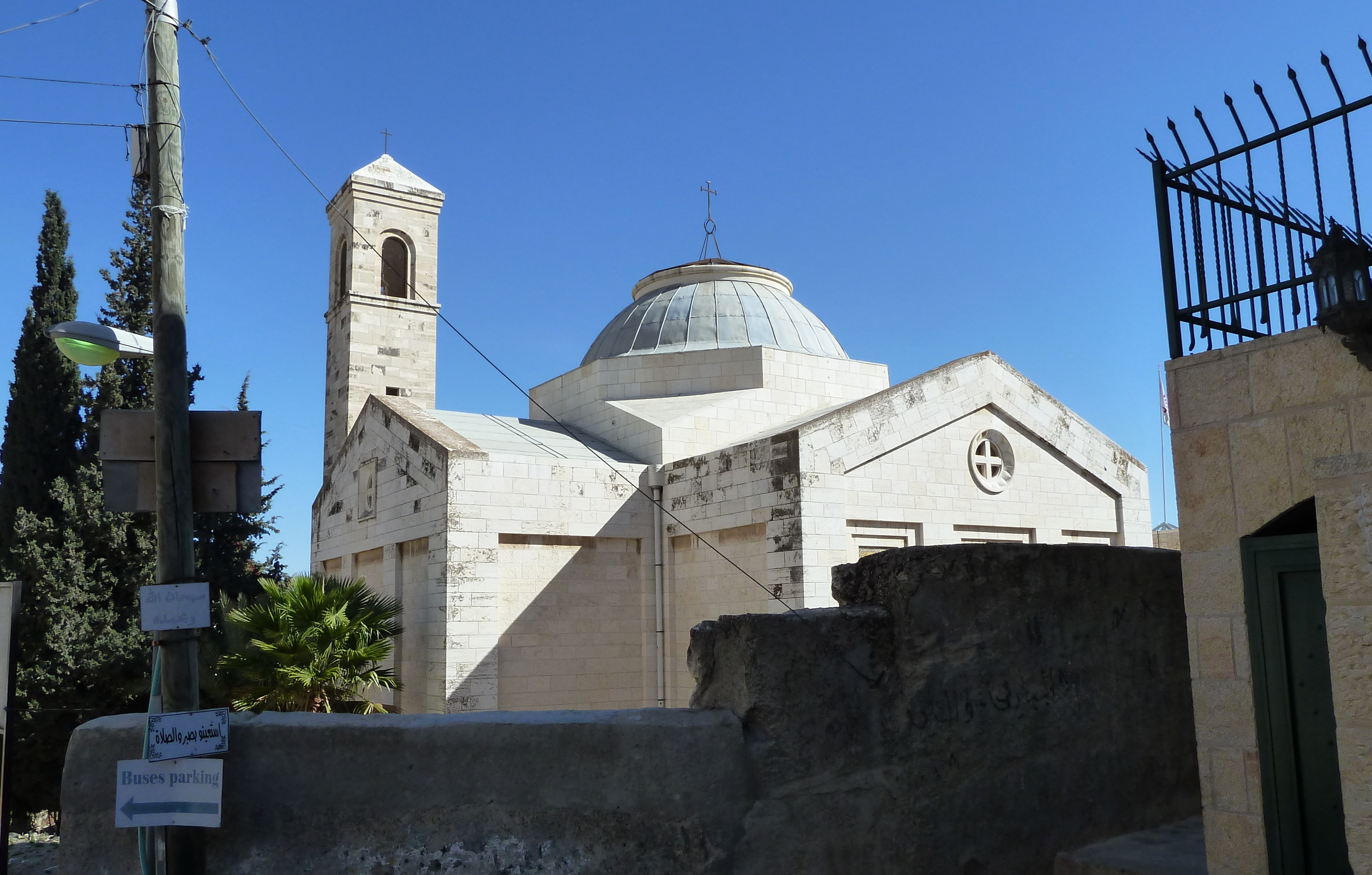
Kościół św. Łazarza

Zgodnie z danymi Ewangelii Betania (Al-Ajzarijja) znajdowała się przy południowo-wschodnim zboczu Góry Oliwnej, w pobliżu Jerozolimy (ok. 2,7 km).

## Historia
W czasach Królestwa Jerozolimskiego w Betanii znajdowały się dwa kościoły: św. Łazarza zbudowany nad jego grobem i drugi, w miejscu, w którym stał dom jego sióstr, Marty i Marii.
Na początku XII w. kościół i klasztor św. Łazarza otrzymali na własność kanonicy Grobu Świętego, lecz w roku 1138 przekazali je królowej Melisandzie, która je odnowiła i powiększyła, osadzając tu benedyktynki, a dla obrony klasztoru przed ewentualnymi napadami nieprzyjaciół, zbudowała warowną wieżę.
Gdy Jerozolima dostała się pod władzę muzułmanów, kościoły Lazarium zostały wkrótce opuszczone. Pod koniec XVI w. ruiny kościoła św. Łazarza przekształcono w meczet i w ten sposób krypta Łazarza stała się niedostępna dla chrześcijan. Lecz w 1613 r. o. Angelo z Messyny, Kustosz Ziemi Świętej, kupił od muzułmanów prawo wykucia w skale obecnie istniejących schodów, by można schodzić nimi do grobu Łazarza i odprawiać tam mszę świętą.
W 1889 r. teren zajmowany przez drugi z kościołów został wykupiony przez Kustodię Ziemi Świętej, jedną z prowincji zakonu franciszkanów.
W latach 1952–1953 według projektu Antonia Barluzziego wybudowano Kościół św. Łazarza, upamiętniający grób Łazarza i gościnny dom Marty, Marii i Łazarza. Kościół nie posiada okien, oświetlony jest światłem wpadającym przez otwór w kopule. Wnętrze zdobią liczne mozaiki tematycznie związane ze zmartwychwstaniem. W budowlę zostały wkomponowane pozostałości dawniejszych kościołów. Zachowana jest też krypta Grobu Łazarza (z 1613 r.) oraz fragmenty klasztoru Benedyktynek z XII wieku. Sanktuarium opiekują się franciszkanie z Kustodii Ziemi Świętej, którzy mają w Betanii niewielki klasztor.